# Mark Beaumont

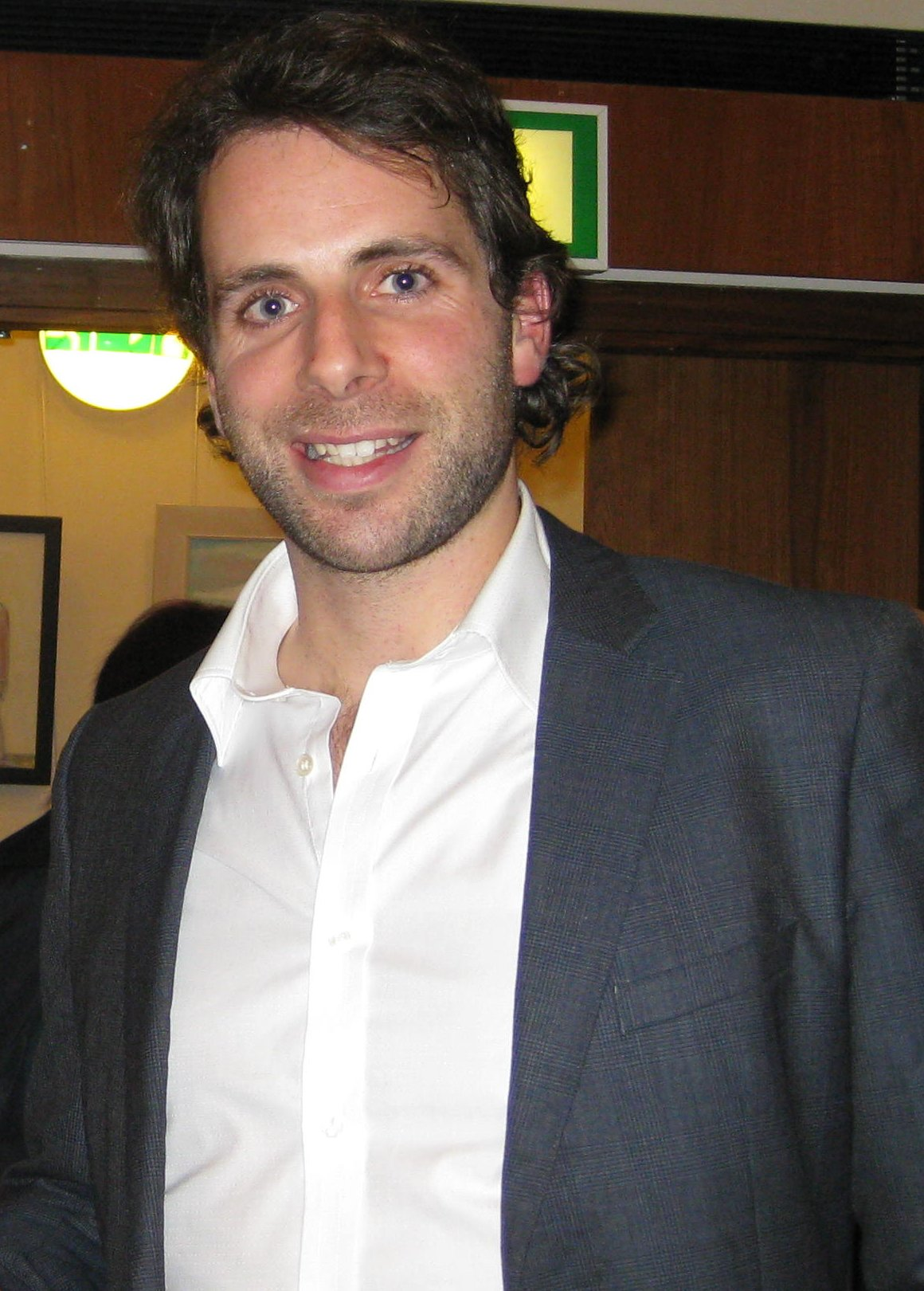
Mark Beaumont

Mark Beaumont (Swindon, 1983. január 1. –) brit távolsági kerékpáros. Ő tartja a kerékpáros földkerülés rekordját, a 29 000 km-es távot 79 nap után, 2017. szeptember 18-án fejezte be.
2010. február 18-án ért véget Amerikán keresztül vezető útja az alaszkai Anchorage-ból a Dél-Argentínában található Ushuaia településig, a BBC felkérésére, amely televíziós sorozatot készített belőle.
2011 nyarán csatlakozott egy hatfős csapathoz, hogy a kanadai Nunavut tartományból elevezzenek az északi mágneses sarkig.
2012 február 1-jén az evezőscsapatát az Atlanti-óceánból kellett kimenteni, amikor felborultak útban Marokkóból Barbados felé.
2015. május 21-én, 42 nap és 8 óra alatt 10 000 km-t kerékpározva megérkezett Kairóból Fokvárosba, megdöntve az Afrikát hosszában, egyedül átszelés világrekordját.

## Gyermekkora
Két lánytestvére van, Heather és Hannah. Beaumontot édesanyja, Una otthonukban tanította 11 éves koráig. Ezt követően a dundee-i középiskolában folytatta tanulmányait. 15 évesen egyedül szelte át kerékpárján Nagy-Britanniát John o'Groatstól Land's Endig. Később politológus diplomát szerzett a Glasgow-i Egyetemen.

## A Guinness-világrekord
2008-ban Beaumont megdöntötte a kerékpáros földkerülés rekordját. Ahhoz, hogy jogosulttá váljon a világrekordra, Beaumontnak úgy kellett megkerülnie a Földet, hogy közben megközelítőleg áthaladjon két ellentétes pólusú földrajzi területen. Az utazás Párizsban kezdődött és ért véget, és közben áthaladt 20 országon Európában, a Közel-Keleten, Indiában, Ázsiában, Ausztráliában és Észak-Amerikában. A kísérlethez használt kerékpár egy Koga-Miyata típusú kerékpár volt, melyet Rohloff típusú belső agyváltóval láttak el. A kerékpár mellett még 66 font (30 kg) felszerelést – kamerát és egyéb eszközöket – vitt magával. Az út során számos nehézséget kellett kiállnia. Lafayette-ben (Louisiana) elütötte egy autó, és még ugyanazon napon kirabolták. Betegségekkel is küszködött, többek között vérhassal.
A világrekord folyományaként Mark Beaumont 18 000 fontot (~5,5 millió Ft) fordított jótékonysági adományokra.
Utazásáról készített videónaplói szolgáltak alapul a BAFTA-díjra jelölt The Man who Cycled the World (Aki körbekerekezte a világot) című dokumentumfilmhez, amelyet a BBC 2008 augusztusában mutatott be.
Beaumont 2008-as földkerülő rekordját Vin Cox 2010-ben megdöntötte. Beaumontnak 2017-ben sikerült visszavágnia.

## BBC – kerékpárral Amerikában
Beaumont kerékpárral az Alaszka állambeli Anchorage-ből indulva 2010. február 18-án eljutott a dél-argentin Ushuaia városába. Mindamellett, hogy 13 080 mérföldet (21 045,72 km)kerékpározott, megmászta Észak- és Dél-Amerika legmagasabb pontját, a Denalit és az Aconcaguát. Amellett, hogy élő adásokkal jelentkezett az útja során, kalandjait rögzítette a BBC The Man Who Cycled The Americas sorozata számára. A háromrészes dokumentumfilm első epizódja 2010. március 23-án volt látható a BBC 1 csatornán. Beaumont utazásából kiiktatta Kolumbiát és a Darién régiót.

## Fordítás
- Ez a szócikk részben vagy egészben  a   Mark Beaumont (cyclist) című angol Wikipédia-szócikk fordításán alapul.  Az eredeti cikk szerkesztőit annak laptörténete sorolja fel. Ez a jelzés csupán a megfogalmazás eredetét és a szerzői jogokat jelzi, nem szolgál a cikkben szereplő információk forrásmegjelöléseként.